# Sławomir Maciejowski
Sławomir Maciejowski (* 16. Januar 1951 in Płock; † 4. Januar 2023) war ein polnischer Ruderer.

## Biografie
Sławomir Maciejowski begann 1966 mit dem Rudern beim Płocki Klub Wioślarski. Drei Jahre später gewann er zusammen mit Grzegorz Stellak und Steuermann Zbigniew Domachowski Silber im Zweier mit Steuermann bei den Juniorenweltmeisterschaften in Neapel. Noch im selben Jahr wurden Maciejowski und Stellak für den Olympiakader nominiert. Ab 1970 startete er für Zawisza Bydgoszcz, wo er seinen Militärdienst leistete. Bei den Olympischen Sommerspielen 1972 gehörte er zur polnischen Crew, die in der Achter-Regatta den sechsten Platz belegte. Später kehrte Maciejowski in seine Heimatstadt zurück, wo er fortan wieder trainierte. Mit seinen Clubkollegen nahm er an den Europameisterschaften 1973 im Vierer mit Steuermann sowie an den Weltmeisterschaften 1975 im Achter teil. Während seiner Karriere gewann Maciejowski bei den polnischen Meisterschaften viermal Gold, viermal Silber und einmal Bronze. 1978 beendete er seine Karriere.